# Siror
Siror (IPA: /siˈror/, chiamato durante il periodo asburgico Siraur)  è una delle cinque circoscrizioni che compongono il comune di Primiero San Martino di Castrozza, nella provincia autonoma di Trento, in Trentino-Alto Adige.
È situato lungo la Strada statale 50 del Grappa e del Passo Rolle e Passo Rolle che da Fiera di Primiero conduce a San Martino di Castrozza, e si sviluppa nella parte più settentrionale della conca del Primiero, sulla sinistra idrografica del torrente Cismon.
Nel territorio frazionale è ubicata la stazione meteorologica di Passo Rolle, ufficialmente riconosciuta dall'Organizzazione meteorologica mondiale.
Fino al 31 dicembre 2015 costituiva comune autonomo, che comprendeva anche la porzione occidentale di San Martino di Castrozza, oggi nell'omonima circoscrizione del comune di Primiero San Martino di Castrozza.

## Geografia fisica

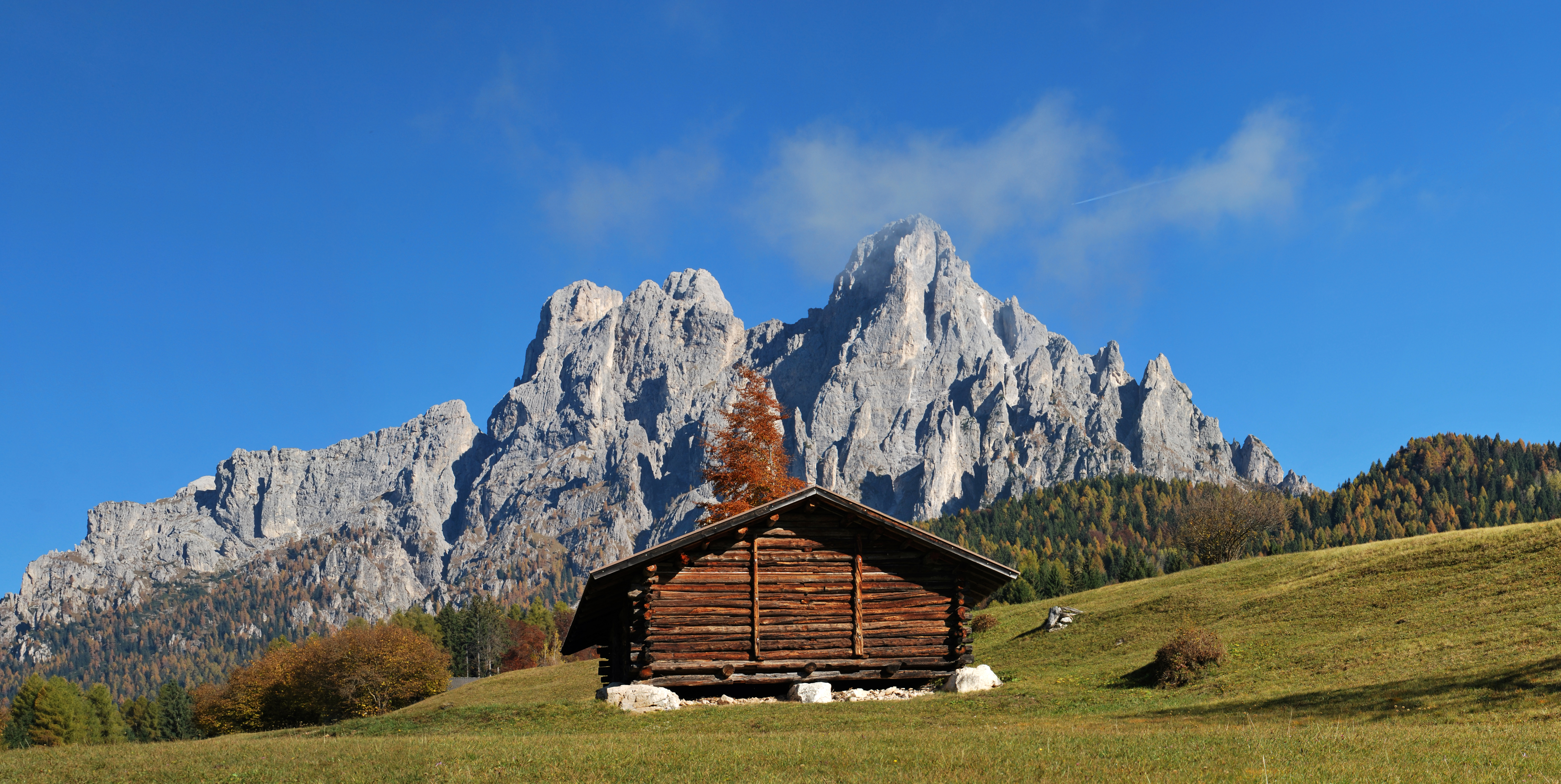
La località Polina nel Parco naturale Paneveggio - Pale di San Martino

L'abitato di Siror è raccolto sotto le pendici del Sass Maor, vetta delle Pale di San Martino. Nell'area circostante vi sono ampi prati e boschi: si ricordano in particolare i prati Dismoni (una terrazza sull'altopiano delle Pale), il lago di Calaita nella valle del Lozen, le località Ronzi, Polina e Petina, da dove si gode una straordinaria vista sulla valle del Primiero.
Siròr è compreso nel Parco Naturale Paneveggio-Pale di San Martino.

## Storia
L'origine del nome della località non è chiara: può derivare dalla posizione geografica del paese (Superior » Sirór) ma anche dalle miniere d'argento delle "giare rosse" (Silver » Sirór).
Nei prati che dividono Siror dal vicino centro di Tonadico sorgeva un tempo l'antico villaggio di Piubago, distrutto da un'alluvione forse seguita da un terremoto tra il 1114 e il 1117. Di questo centro rimane solo la chiesetta di San Giacomo, situata fra i prati, e la campana che passò successivamente nello stemma del comune (assieme alla raffigurazione della chiesetta di Passo Rolle e a San Martino).
Siror si sviluppò a monte di Piubago e rimase per un certo periodo dipendente dalla regola comunale di Transacqua.
Interessante è anche la storia delle zucche. Anni fa Transacqua acquistò da Siror una campana che doveva essere pagata con un carro di zucche, che però Transacqua non fece avere a Siror. Così gli abitanti di Transacqua sono diventati coloro che non pagano i debiti e gli abitanti di Siror sono diventati coloro che mangiano molte zucche.

### Simboli

Vecchio stemma comunale

Lo stemma e il gonfalone erano stati approvati con D.G.P. del 5 ottobre 1984.
Stemma
Vi erano raffigurati la campana della chiesa di Piubago, la chiesetta di Passo Rolle e san Martino a cavallo.
Gonfalone

## Monumenti e luoghi d'interesse

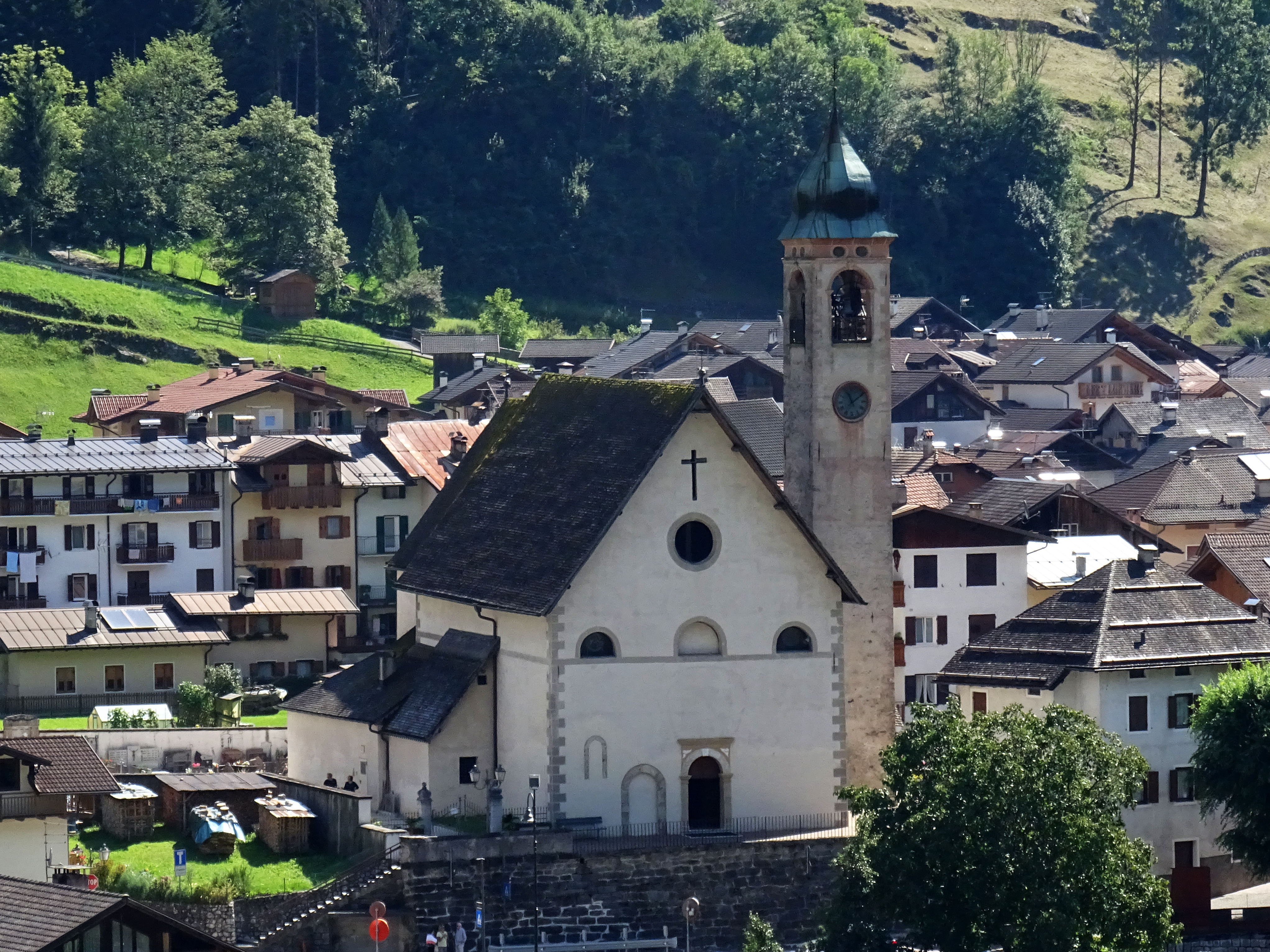
La chiesa di Sant'Andrea

Siror si caratterizza per il suo centro storico, tipico di un paese di montagna, con ampie fontane poligonali in pietra ed affreschi popolari lungo le facciate delle abitazioni.
Da segnalare la chiesa parrocchiale di Sant'Andrea (XIV secolo, ricostruita nel 1720) e la vecchia sede municipale con stucchi sei-settecenteschi, situata nella piazza centrale del paese.
Il campanile ospita 4 campane a battaglio cadente veloce, in accordo di quarta maggiore di Lab3 calante, fuse le 2 grandi dalla fonderia Colbachini di Padova (la grande del 1969 e la mezzana nel 1977) e le 2 piccole fuse da De Poli di Revine Lago (Vittorio Veneto, TV) nel 1978.

## Società

### Lingue e dialetti
La lingua ufficiale è l'italiano, ma il dialetto parlato a Siror come nel resto del Primiero è molto influenzato dal ladino anche se ha un influsso molto forte dal veneto bellunese e al suo interno vi sono molti germanismi.

### Evoluzione demografica
Di seguito è mostrata l'evoluzione demografica dell'ex comune di Siror, che si estendeva per 75.01 km2 e comprendeva, oltre all'omonimo centro, le frazioni di Nolesca, Passo Rolle, San Martino di Castrozza e Valmesta.
Abitanti censiti

## Cultura

### Cucina

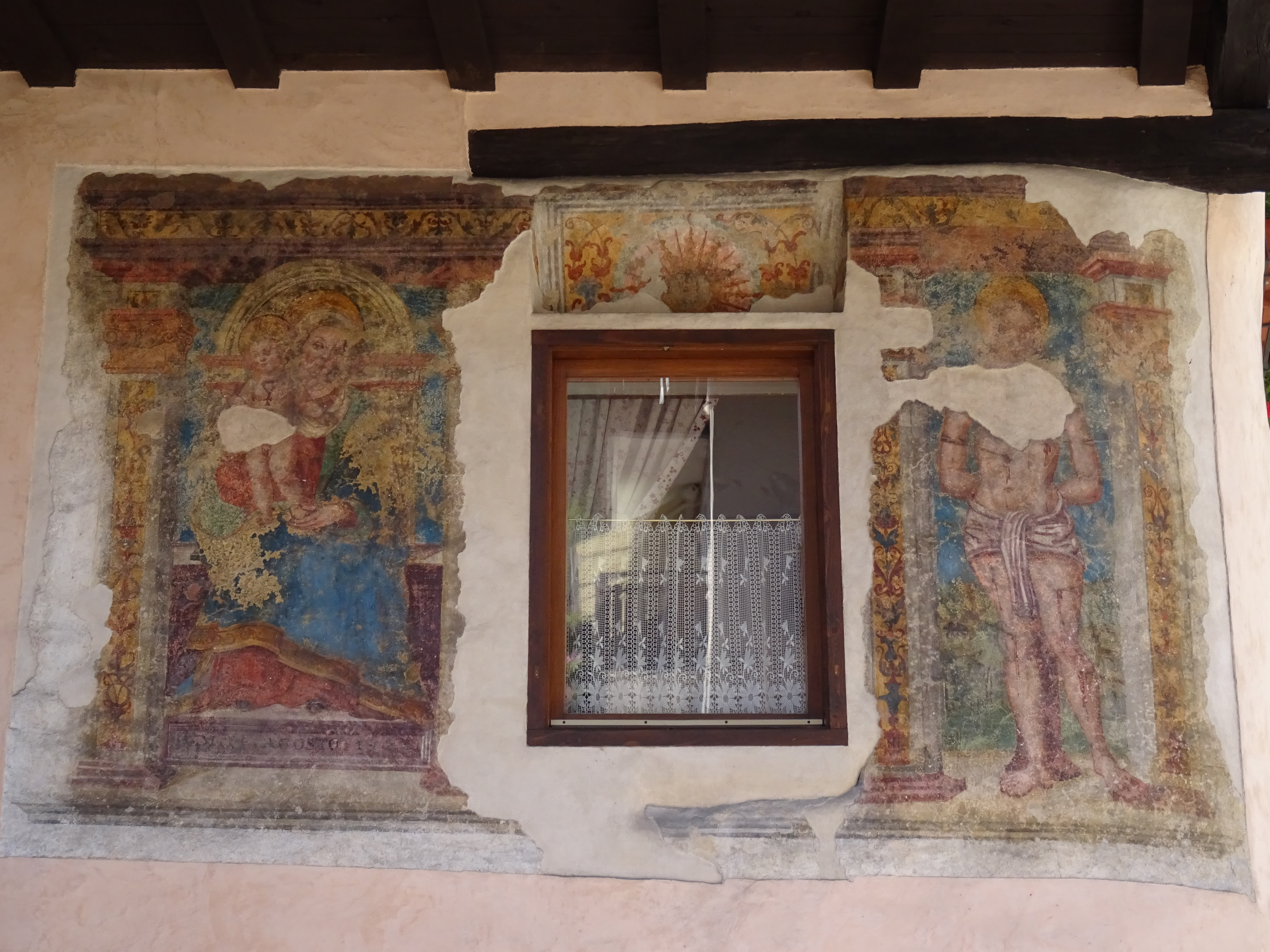
Affresco su una casa nel centro abitato

La carne fumada di Siror è tutelata tra i prodotti agroalimentari tradizionali del Trentino-Alto Adige.

## Amministrazione

### Gemellaggi
- Schönberg im Stubaital
- Piraquara

## Variazioni
Siror ebbe autonomia comunale fino al 1927, quando fu soppresso e i suoi territori aggregati al comune di Primiero. Nel 1947 il comune viene ricostituito (Censimento 1936: pop. res. 1220), e poi nuovamente soppresso nel 2016, confluendo in Primiero San Martino di Castrozza.